# 艾瑞克·布托拉克
艾瑞克·布托拉克（英語：Eric Butorac，1981年5月22日—）是一位美國職業網球運動員。
截至目前為止，布托拉克奪得13座ATP雙打冠軍。

## 外部連結
- 艾瑞克·布托拉克（英文/西班牙文）的官方資料
- 艾瑞克·布托拉克的國際網球總會 職業／青少年 官方資料（英文）
- 艾瑞克·布托拉克的官方資料（英文）